# Draba lanceolata
Draba lanceolata är en korsblommig växtart som beskrevs av John Forbes Royle. Draba lanceolata ingår i släktet drabor, och familjen korsblommiga växter. Inga underarter finns listade i Catalogue of Life.

## Bildgalleri

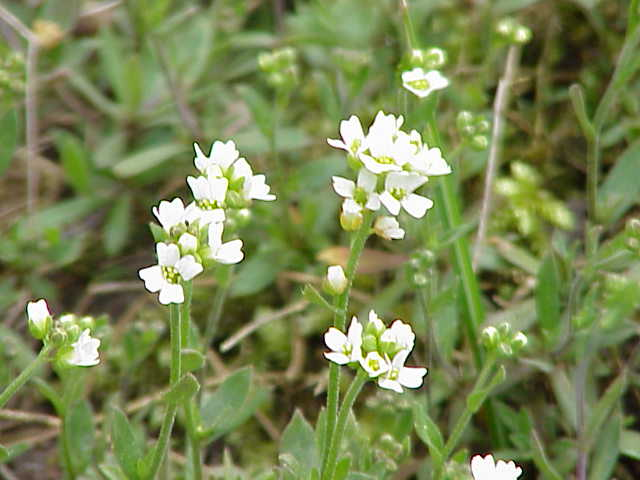
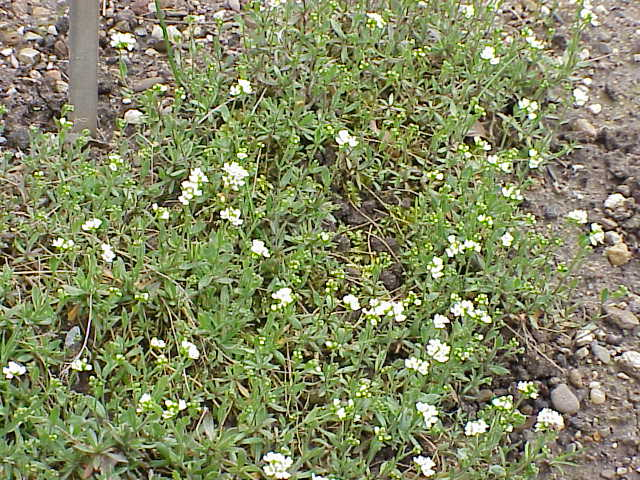